# Copa Panamericana de Voleibol Masculino de 2008
La III Copa Panamericana de Voleibol Masculino se celebró del 2 de junio al 7 de junio de 2008 en Winnipeg, Canadá. El torneo contó con la participación de 7 selecciones nacionales de la NORCECA.

## Grupos
| Grupo A              | Grupo B        |
| -------------------- | -------------- |
| República Dominicana | Estados Unidos |
| Puerto Rico          | Costa Rica     |
| Canadá               | México         |
| Trinidad y Tobago    |                |

## Primera ronda
– Clasificados a las semifinales. 
     – Clasificados a los cuartos de final.
     – Pasan a disputar la clasificación del 5.º al 8.º lugar.

### Grupo A
| Pos | Equipo               | PJ | PG | PP | SF | SC | DS | PTS |
| --- | -------------------- | -- | -- | -- | -- | -- | -- | --- |
| 1   | Canadá               | 3  | 3  | 0  | 9  | 0  | +9 | 6   |
| 2   | República Dominicana | 3  | 2  | 1  | 6  | 4  | +2 | 5   |
| 3   | Puerto Rico          | 3  | 1  | 2  | 4  | 8  | -4 | 4   |
| 4   | Trinidad y Tobago    | 3  | 0  | 3  | 2  | 9  | -7 | 3   |

#### Resultados
| Fecha    | Encuentro                                | Resultado | Set   | Set   | Set   | Set   | Set   | Puntuación total | Tiempo |
| Fecha    | Encuentro                                | Resultado | 1     | 2     | 3     | 4     | 5     | Puntuación total | Tiempo |
| -------- | ---------------------------------------- | --------- | ----- | ----- | ----- | ----- | ----- | ---------------- | ------ |
| 02-06-08 | Puerto Rico - República Dominicana       | 1 - 3     | 20:25 | 19:25 | 25:22 | 21:25 |       | 85 - 97          |        |
| 02-06-08 | Canadá - Trinidad y Tobago               | 3 - 0     | 25:12 | 25:13 | 25:13 |       |       | 75 - 30          |        |
| 03-06-08 | Canadá - Puerto Rico                     | 3 - 0     | 25:14 | 25:15 | 25:13 |       |       | 75 - 42          |        |
| 03-06-08 | República Dominicana - Trinidad y Tobago | 3 - 0     | 25:17 | 25:22 | 27:25 |       |       | 77 - 64          |        |
| 04-06-08 | Puerto Rico - Trinidad y Tobago          | 3 - 2     | 20:25 | 25:21 | 22:25 | 25:14 | 15:13 | 107 - 98         |        |
| 04-06-08 | Canadá - República Dominicana            | 3 - 0     | 25:19 | 25:20 | 25:22 |       |       | 75 - 61          |        |

### Grupo B
| Pos | Equipo         | PJ | PG | PP | SF | SC | DS | PTS |
| --- | -------------- | -- | -- | -- | -- | -- | -- | --- |
| 1   | Estados Unidos | 2  | 2  | 0  | 6  | 0  | +6 | 4   |
| 2   | México         | 2  | 1  | 1  | 3  | 3  | 0  | 3   |
| 3   | Costa Rica     | 2  | 0  | 2  | 0  | 6  | -6 | 2   |

#### Resultados
| Fecha    | Encuentro                   | Resultado | Set   | Set   | Set   | Set | Set | Puntuación total | Tiempo |
| Fecha    | Encuentro                   | Resultado | 1     | 2     | 3     | 4   | 5   | Puntuación total | Tiempo |
| -------- | --------------------------- | --------- | ----- | ----- | ----- | --- | --- | ---------------- | ------ |
| 02-06-08 | Estados Unidos - Costa Rica | 3 - 0     | 25:15 | 25:18 | 25:17 |     |     | 75 - 50          |        |
| 03-06-08 | México - Estados Unidos     | 0 - 3     | 20:25 | 11:25 | 16:25 |     |     | 47 - 75          |        |
| 04-06-08 | México - Costa Rica         | 3 - 0     | 25:19 | 29:27 | 25:17 |     |     | 79 - 63          |        |

### Definición 5.º al 7.º lugar
| Fase      | Fecha      | Encuentro                       | Resultado | Set   | Set   | Set   | Set   | Set | Puntuación total | Tiempo |
| Fase      | Fecha      | Encuentro                       | Resultado | 1     | 2     | 3     | 4     | 5   | Puntuación total | Tiempo |
| --------- | ---------- | ------------------------------- | --------- | ----- | ----- | ----- | ----- | --- | ---------------- | ------ |
| 5° puesto | 6 de junio | Puerto Rico - Costa Rica        | 1 - 3     | 23:25 | 22:25 | 25:20 | 23:25 |     | 93 - 95          |        |
| 6° puesto | 7 de junio | Trinidad y Tobago - Puerto Rico | 3 - 1     | 25:23 | 18:25 | 25:22 | 25:23 |     | 93 - 93          |        |

## Fase final

### Final 1.º al 4.º puesto
|  | Cuartos de final      | Cuartos de final     |                        |                        | Semifinales          | Semifinales |  |  | Final       | Final |
|  |                       |                      |                        |                        |                      |             |  |  |             |       |
|  |                       |                      |                        |                        |                      |             |  |  |             |       |
|  |                       |                      |                        |                        |                      |             |  |  |             |       |
|  | Estados Unidos        |                      |                        |                        |                      |             |  |  |             |       |
|  | 6 de junio            |                      |                        |                        |                      |             |  |  |             |       |
|  | Clasifica 1ro en el B |                      |                        |                        |                      |             |  |  |             |       |
|  | Estados Unidos        | 3                    |                        |                        |                      |             |  |  |             |       |
|  | Estados Unidos        | 3                    | 5 de junio             |                        |                      |             |  |  |             |       |
|  |                       | República Dominicana | 1                      |                        |                      |             |  |  |             |       |
|  | República Dominicana  | República Dominicana | 1                      | 3                      |                      |             |  |  |             |       |
|  | República Dominicana  |                      | 7 de junio             | 3                      |                      |             |  |  |             |       |
|  | Costa Rica            | 0                    |                        |                        |                      |             |  |  |             |       |
|  | Costa Rica            | 0                    | Estados Unidos         | 3                      |                      |             |  |  |             |       |
|  |                       |                      | Estados Unidos         | 3                      |                      |             |  |  |             |       |
|  |                       | Canadá               | 1                      |                        |                      |             |  |  |             |       |
|  | Canadá                | Canadá               | 1                      |                        |                      |             |  |  |             |       |
|  | 6 de junio            |                      |                        |                        |                      |             |  |  |             |       |
|  | Clasifica 1ro en el A |                      |                        |                        |                      |             |  |  |             |       |
|  | Canadá                | 3                    | Tercer y cuarto puesto | Tercer y cuarto puesto |                      |             |  |  |             |       |
|  | Canadá                | 3                    | Tercer y cuarto puesto | Tercer y cuarto puesto | 5 de junio           |             |  |  |             |       |
|  |                       | México               | 1                      |                        |                      |             |  |  |             |       |
|  | Puerto Rico           | México               | 1                      | 0                      | República Dominicana | 3           |  |  |             |       |
|  | Puerto Rico           |                      |                        | 0                      | República Dominicana | 3           |  |  |             |       |
|  | México                | 3                    |                        | México                 | 2                    |             |  |  |             |       |
|  | México                | 3                    |                        |                        | 2                    |             |  |  |             |       |
|  |                       |                      |                        |                        |                      |             |  |  | 20 de junio |       |
|  |                       |                      |                        |                        |                      |             |  |  |             |       |

#### Resultados
| Fase             | Fecha      | Encuentro                             | Resultado | Set   | Set   | Set   | Set   | Set   | Puntuación total | Tiempo |
| Fase             | Fecha      | Encuentro                             | Resultado | 1     | 2     | 3     | 4     | 5     | Puntuación total | Tiempo |
| ---------------- | ---------- | ------------------------------------- | --------- | ----- | ----- | ----- | ----- | ----- | ---------------- | ------ |
| Cuartos de final | 5 de junio | Puerto Rico - México                  | 0 - 3     | 22:25 | 22:25 | 19:25 |       |       | 63 - 75          |        |
| Cuartos de final | 5 de junio | República Dominicana - Costa Rica     | 3 - 0     | 25:21 | 28:26 | 25:15 |       |       | 78 - 62          |        |
| Semifinal        | 6 de junio | Estados Unidos - República Dominicana | 3 - 1     | 25:23 | 32:30 | 22:25 | 25:23 |       | 104 - 100        |        |
| Semifinal        | 6 de junio | Canadá - México                       | 3 - 1     | 18:25 | 25:22 | 25:12 | 25:18 |       | 93 - 77          |        |
| Tercer lugar     | 7 de junio | República Dominicana - México         | 3 - 2     | 23:25 | 25:21 | 23:25 | 25:18 | 15:12 | 111 - 101        |        |
| Final            | 7 de junio | Estados Unidos - Canadá               | 3 - 1     | 25:22 | 27:29 | 25:22 | 25:22 |       | 102 - 95         |        |

## Campeón
| Estados Unidos           |
| Campeón                  |
| Estados Unidos 2° título |

## Clasificación general
| Pos | Equipo               |
| --- | -------------------- |
| 1   | Estados Unidos       |
| 2   | Canadá               |
| 3   | República Dominicana |
| 4   | México               |
| 5   | Costa Rica           |
| 6   | Trinidad y Tobago    |
| 7   | Puerto Rico          |